# 三島由紀夫VS東大全共鬪
《三島由紀夫VS東大全共鬥》（日语：三島由紀夫vs東大全共闘〜50年目の真実〜）是一部於2020年（令和2年）3月20日發行的日本紀錄片。

## 内容
描述1969年（昭和44年）5月13日，作家三島由紀夫接受政治立場相左的東大全共鬪邀請，到東京大學駒場校區的900號教室（現講堂）參加辯論會，現場有約一千名學生。因為三島喜好健身，因此教室外學生畫的海報把他畫成舉著槓鈴、背一把武士刀的打赤膊壯漢，並寫著「東大動物園 特別陳列品『近代大猩猩』」。這次的辯論會也由唯一到場拍攝的TBS電視台記者全程記錄，保存在綠山攝影棚數十年後，獲發掘出來進行數位修復，並訪談多位當事人及學者，剪輯為紀錄片。

## 得獎
- 第45回報知電影獎 特別賞（2020年度）[3]

## 相關
- 安保鬥爭
- 全学連
- 團塊世代
- 東大紛争
- 日本新左翼
- 三島事件

## 外部連結
- 官方网站
- Template:映画.com title
- 三島由紀夫VS東大全共鬪 - allcinema
- 三島由紀夫VS東大全共鬪 - KINENOTE
- Template:Movie Walker
- 互联网电影数据库（IMDb）上《Mishima: The Last Debate》的资料（英文）
- 雅虎香港電影上《三島由紀夫：最後思辯》的資料（繁體中文）